# 幸和製作所

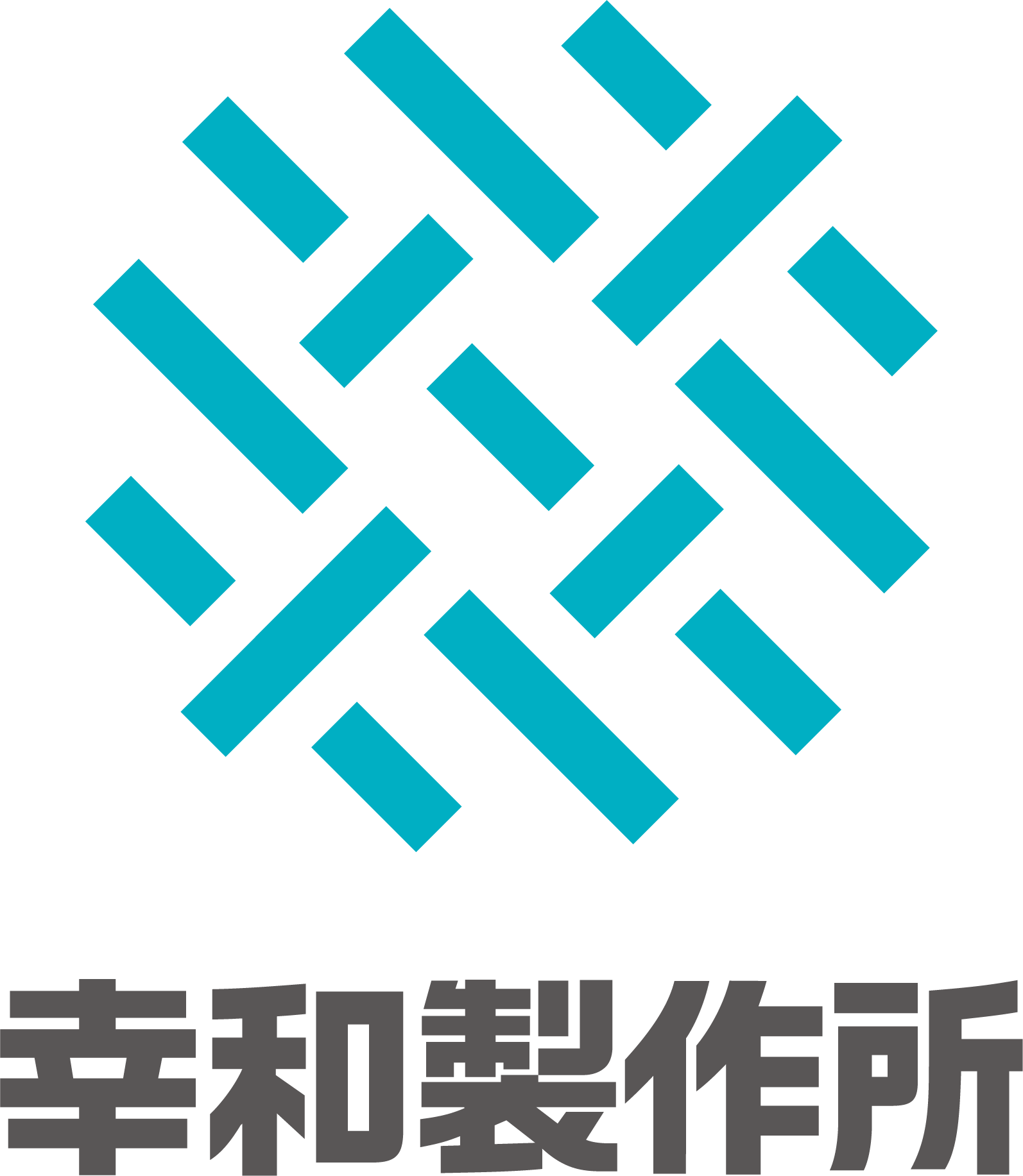
企業ロゴ

株式会社幸和製作所（こうわせいさくしょ）は、大阪府堺市堺区に本社を置く福祉用具の総合メーカー。
Tacaof（テイコブ）、GENTIL MARRONE（ジェンティル・マローネ）、AURULA（アウルラ）ブランドを展開し、福祉用具の製造および販売全般を行っている。

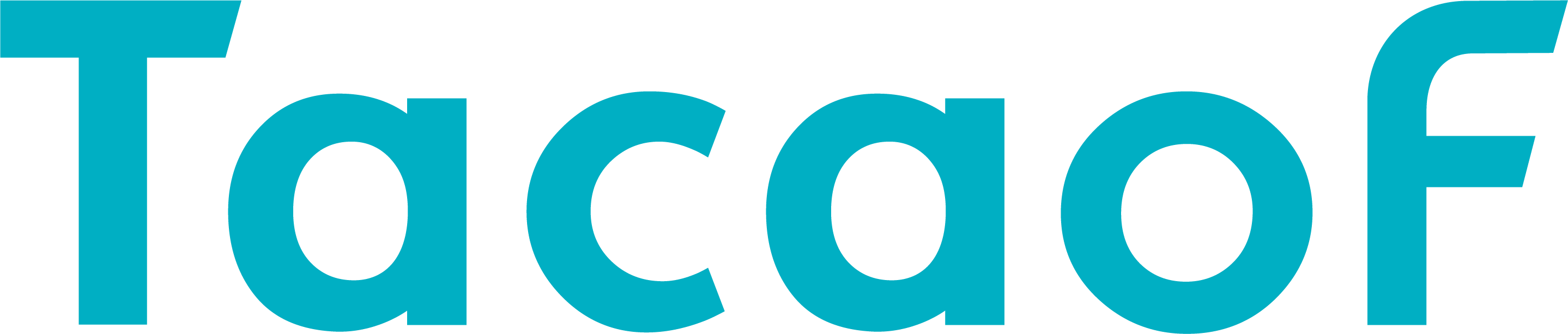
Tacaof（テイコブ）ロゴ

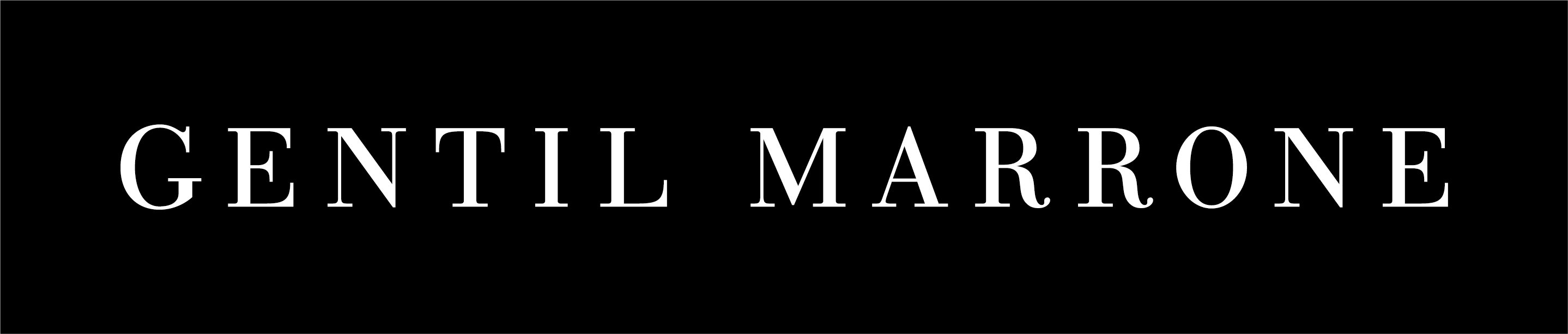
GENTIL MARRONE（ジェンティル・マローネ）ロゴ

## 沿革
- 1987年10月 - 株式会社幸和製作所を設立。
- 2002年5月 - 幸和（香港）有限公司（現連結子会社）を設立。
- 2003年3月 - 幸和（香港）有限公司が東莞工場を新設。
- 2007年10月 - 自社ブランド「Tacaof（テイコブ）」を創設。
- 2010年9月 - 幸和（香港）有限公司が広州特高歩貿易有限公司を設立。
- 2010年10月 - 歩行車「テイコブリトル」シリーズの発売を開始。
- 2012年6月 - 物流拠点KDC大阪を新設。
- 2015年10月 - ロボット技術を搭載した業界初となる歩行車「リトルキーパス」を発売。
- 2016年6月 - 幸和メンテナンスセンターを新設。
- 2017年5月 - ロボティクスR&Dセンターを新設。
- 2017年5月 - 自社ブランド「GENTIL MARRONE（ジェンティル・マローネ）」を創設。
- 2017年11月 - 東京証券取引所JASDAQ（スタンダード）に株式を上場。
- 2018年5月 - 幸和メンテナンスセンターを大阪府泉大津市に移転。
- 2018年11月 - 福祉用具の介護用品のインターネット販売を目的として、株式会社ネクストケア・イノベーションを設立。
- 2019年3月 - 有限会社パムック（現株式会社幸和ライフゼーション）を連結子会社化。
- 2019年3月 - 株式会社あっぷるを連結子会社化。
- 2019年3月 - 株式会社シクロケアを連結子会社化。
- 2019年3月 - M＆Aによる事業拡大にともない、企業ブランドをリニューアル。
- 2019年10月 - 株式会社幸和ライフゼーションを存続会社、株式会社あっぷるを消滅会社とする吸収合併を実施。
- 2020年6月 - 幸和メンテナンスセンターを大阪府大阪市南港中に移転。
- 2024年3月 - 自社ブランド「AURULA（アウルラ）」を創設。

## 事業所
- 本社 - 大阪府堺市堺区海山町3丁159番地1
- 関東営業所 - 東京都江戸川区篠崎町7-23-5 2F
- 九州営業所 - 福岡県大野城市山田3丁目2番5号
- 幸和メンテナンスセンター - 大阪府大阪市住之江区南港中1-4-130 ロジポート大阪ベイ 内SBSロジコム株式会社気付